# Науково-дослідна програма
Науково-дослідна програма — одиниця наукового знання; сукупність і послідовність теорій, пов'язаних спільністю основоположних ідей і принципів.
Це ключова концепція методології науки Лакатоша.
Лакатош описав науку як конкурентну боротьбу «науково-дослідних програм», що складаються з «жорсткого ядра» апріорно прийнятих в системі фундаментальних припущень, які не можуть бути спростованими всередині програми, і «запобіжного пояса» допоміжних гіпотез ad hoc, що видозмінюються і пристосовуються до контрприкладів програми. Еволюція конкретної програми відбувається за рахунок видозміни та уточнення «запобіжного пояса», руйнування ж «жорсткого ядра» теоретично означає скасування програми і заміну її іншою.
Проблема зростання наукового знання завжди займала розуми вчених і мислителів, незалежно від їх поглядів і уподобань або приналежності до різних напрямів науки або релігії. У деяких випадках ця проблема є ключовою для всієї системи тих чи інших наукових пошуків.